# Yogacara

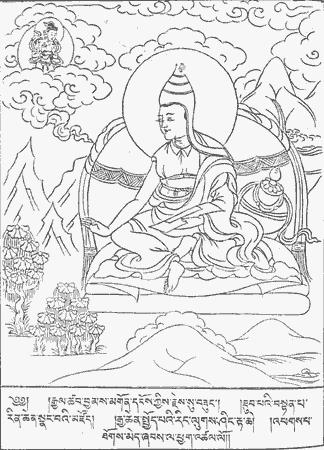
Asanga, stichter van de Yogācāra

Yogācāra (Sanskriet: "yogabeoefening"), ook gespeld als yogāchāra, is een boeddhistische filosofie- en psychologieschool. Deze school ontwikkelde zich in het Indiaas Mahayana-boeddhisme in de vierde eeuw na Christus.
Yogācāra wordt ook aangeduid als Vijnanavada ("de Weg van Kennis"), en als het "Subjectief Realisme".

## Ontstaan van Yogācāra
De Yogācāra heeft haar wortels in Mahayana-geschriften die in de 3e eeuw CE verschenen. De bekendste hiervan is de Lankavatara-sutra. Deze teksten werden door haar gebruikers gezien als een 'derde draaiing van het Wiel', na de leringen van de Boeddha en de prjna-paramitra soetra's.
De Yogācāra als aparte school werd gesticht door Asanga in de 4e of 5e eeuw. Hij bekeerde zijn halfbroer Vasubandhu tot het Mahayana-boeddhisme. De Yogācāra-school had een aantal eeuwen een prominente positie in de Indiase onderwijstraditie.

## Ideeën
Volgens de Yogācāra is het bewustzijn (Vijñāna) de basale werkelijkheid: citta-matra, alleen-bewustzijn. Wat wij waarnemen als objecten wordt gecreëerd in het bewustzijn.

### Soorten bewustzijn
De Yogācāra-leer onderscheidt acht of negen bewustzijnslagen, in aanvulling op de oudste boeddhistische ideeën.

#### Waarneming
Het vroegste boeddhisme onderscheidde zes soorten vijnana (bewustzijn), citta (gedachten), of mano (bewustzijnsorganen), namelijk: oog-, oor-, neus-, tong-, lichaamsbewustzijn.
Het zesde bewustzijn is ideeënbewustzijn. Met deze soorten bewustzijn vindt de waarneming of perceptie plaats.

#### Manas
De Yogācāra voegt hier nog twee soorten bewustzijn aan toe: manas en ālayavijñāna. Manas is het denkende bewustzijn, dat uit de verschillende waarnemingen een betekenisvolle wereld creëert. Hier vindt de cognitie plaats.

#### Alaya-vijñāna - het 'pakhuisbewustzijn'
Alaya-vijñāna is de basis van de andere soorten bewustzijn. Het is een onbewust niveau van de geest, dat ook wel het 'pakhuis-bewustzijn' wordt genoemd. Handelingen die een persoon verricht laten hier hun sporen na: gedachten, samen met 'karmische zaden', 'zaden van mogelijke onzuiverheden' (van de persoonlijkheid), en herinneringen. Ook de karmische energieën die in het huidige leven door herhaalde patronen van gedrag ontstaan, zoals eten, drinken, hobby's, worden opgeslagen in dit bewustzijn. Dit worden 'gewoonte-energieën' genoemd (Sanskriet: vasanas).

#### Eenheidsbewustzijn
De alaya bevat ook nog 'pure zaden'. Dit zijn de zaden waaruit het ontwaken mogelijk is. Deze pure zaden bevinden zich in de param-alaya, "het bewustzijn voorbij [het gewone bewustzijn]". De she-lun school zag dit als een negende, 'zuiver' bewustzijn. Het ligt voorbij alle dualismen, en is gelijk aan nirvana en sunyata. Het is een niveau dat voorbij het persoonlijke niveau gaat. Het is een universele werkelijkheid die in alle levende wezens zit. Deze visie wordt gedeeld door de Sanbo Kyodan, de Zen-school van Yasutani-roshi en Philip Kapleau.

### Werking van de geest
De wereld die we waarnemen is gefilterd door de onbewuste inhouden van onze geest. We creëren onze eigen wereld door middel van manas, de denkende geest. Hier ontstaat ook het onderscheid tussen object en subject: de externe wereld van objecten, en de interne wereld van de emoties, de gedachten en de waarnemer, het 'ik'. Dit onderscheid is een illusie, die ons gevangen houdt in de kringloop van wedergeboorte. Inzicht in de ware aard van dit proces verandert niet het proces van waarneming, maar wel het proces van bewerking van deze waarnemingen: de ontwaakte persoon ziet alleen de ervaringen, niet een 'waarnemer' die die ervaringen waarneemt.

### De drie naturen
De Yogācāra-leer ziet drie basismanieren waarop we onze wereld waarnemen. Deze worden aangeduid als de 'drie naturen van gewaarwording'. Deze zijnː
- Parikalpita, of de mentale constructie of verbeelding. Hier wordt ervaring geconstrueerd door reeds aanwezige kennis en ideeën. Het onderscheid tussen subject en object ontstaat hier, en het idee dat alles een permanent zelf heeft.
- Paratantra, of de wederzijdse afhankelijkheid. Hier wordt gezien dat 'de werkelijkheid' voortdurend verandert, en er geen zelfstandig bestaande 'dingen' zijn. De wederzijds afhankelijke aard van alle dingen wordt hier correct begrepen.
- Pranispanna, of de Absolute werkelijkheid, waar 'iemand' de verschijnselen gewaar wordt zoals ze zijn, namelijk constructies van de geest. Dit is de bevrijde manier van waarneming, waar de werkelijkheid in haar 'lege' aard wordt gezien.

### Gotra's
Een minder bekend aspect van Yogācāra zijn de gotra's, types of categorieën van religieuze of spirituele beoefenaars. Volgens de tathagatagarba-leer is in iedereen de boeddha-natuur als potentie aanwezig: iedereen kan in potentie een boeddha worden. De Yogācāra-leer constateert dat lang niet iedereen een Boeddha wordt, of dit zelfs maar nastreeft. De Yogācāra-leer onderscheidt verschillende gotra's: clans of categorieën van personen, onderscheiden naar hun psychologische, intellectuele en 'spirituele' capaciteiten.
Dit aspect van de Yogācāra-leer lijkt hiermee aan te sluiten bij soortgelijke noties in de westerse psychologie. Jung stelde dat individuatie slechts door een minderheid wordt gerealiseerd. En Francis Heyligen stelt dat er voor Maslov's zelf-actualisatie ook cognitieve competentie, oftewel kennis en intelligentie nodig is. Deze stelling botst uiteraard met populaire westerse opvattingen over spiritualiteit zoals die in New Age vertolkt worden.

### Karma en wedergeboorte
Bij het overlijden van de persoon, en het verdwijnen van de zes soorten waarnemingsbewustzijn en de denkende geest, is het Alaya-vijñāna bewustzijn het bewustzijn dat blijft bestaan. Hierdoor is het mogelijk dat er wedergeboorte plaatsvindt. Het type, de hoeveelheid, kwaliteit en sterkte van de karmische zaden zijn bepalend voor de aard van de wedergeboorte. Zaken als mens of dier, diersoort, geslacht, sociale status, karakter, uiterlijk worden daardoor bepaald.

## Yogācāra en Madhyamika
Yogācāra en Madhyamika zagen zichzelf beiden als bewaarders van het boeddhistische middenpad: tussen nihilisme en substantialisme in.
De twee scholen worden vaak als antagonisten gezien. Waar de madhayamika leegte ziet als de afwezigheid van zelfstandige essentie, ziet de Yogācāra leegte als de non-duale essentie van het bestaan.
Volgens de Yogācārins neigden de Madhyamikas naar nihilisme. Maar de Madhyamikas zagen in de Yogācāra-leer een neiging naar substantialisme, het poneren van een onveranderlijke 'echte' werkelijkheid achter de wereld der verschijnselen. Deze discussie leeft heden ten dage nog, en raakt aan discussies over boeddha-natuur, tataghata-garba ('de baarmoeder van de boeddha'), sunyata en verlichting. De Yogācāra-school was in oppositie tegen de Madhyamaka-school (Sanskriet voor 'Middenweg'). Dit debat leeft ook nog steeds tussen Tibetaanse scholen zoals de Shentong (leegte van de ander) versus de Rangtong (leegte van het zelf).
Shantarakshita ontwikkelde een syncretistische school uit de Yogācāra-, Svantrika- en Madhyamaka-tradities. Dit was een van de laatste ontwikkelingen van het Indiaas boeddhisme voordat het verdween in India.
Het relatieve belang van de Yogācāra wordt geïllustreerd door het Tibetaanse boeddhisme, waar de soetra-leringen van de Boeddha worden gezien als de basis, gevolgd door Yogācāra en ten slotte tantra en Madhyamika als voltooiing.

## Verder lezen
Boeken
- Kalupahana, David J. (1992),A history of Buddhist philosophy. Delhi: Motilal Banarsidass Publishers Private Limited
- Chatterjee, Ashok Kumar (1999), The Yogacara Idealism. Delhi: Motilall Banarsidass Publishers
- Kochumuttom, Thomas A. (1999), A buddhist Doctrine of Experience. A New Translation and Interpretation of the Works of Vasubandhu the Yogacarin. Delhi: : Motilall Banarsidass Publishers

Artikelen
- "Early Yogaacaara and Its Relationship with the Madhyamaka School", Richard King, Philosophy East & West, vol. 44 no. 4, October 1994, pp. 659–683
- "Vijnaptimatrata and the Abhidharma context of early Yogacara", Richard King, Asian Philosophy, vol. 8 no. 1, March 1998, pp. 5–18
- "The mind-only teaching of Ching-ying Hui-Yuan" (subtitle) "An early interpretation of Yogaacaara thought in China", Ming-Wood Liu, Philosophy East & West, vol. 35 no. 4, October 1985, pp. 351–375